# TI-Volley
Der TI-Volley ist ein österreichischer Frauenvolleyballverein aus Völs in Tirol. Der Verein wurde 1972 gegründet.
Der Verein ist Mitglied des Tiroler Volleyball Verbandes und des ASVÖ. Die Heimspiele werden im Universitätssporthalle Innsbruck (USI) ausgetragen, die Vereinsfarben sind weiß und blau.

## Geschichte
Die Geschichte ist eng mit der Ferrarischule, die im Palais Ferrari in Innsbruck untergebracht ist, verbunden. Im Jahr 1972 beschloss die Schule Volleyball in ihr Sportangebot aufzunehmen und die Schülerinnen konnten für diese Sportart trainieren. Schon im folgenden Jahr, 1975, wurde der Verein Tiroler Meister und stieg in die 2. Liga Österreich auf, in der der Amateurverein meist im Mittelfeld platzieren bis 1982 konnte. Ab 1982 spielte die Schulmannschaft in der Tiroler Liga, bis sie 1985 wieder den Aufstieg in die 2. Liga schaffte. Dort verweilte sie wiederum drei Jahre mit sehr unterschiedlichen Erfolgen, bis sie 1990 wieder in die Tiroler Liga abstieg. In der Saison 1994/95 spielte der Schulverein wieder in der 2. Liga, 1995/96 engagierte TI-volley den italienischen Trainer Robert Spath, der beim Schulverein professionellere Trainingsmethoden einführten und belegte in der Abschlusstabelle den 3. Rang der 2. Liga, ein Saison später feierte der Volleyballverein den Aufstieg in die 1. Bundesliga.
In der ersten Bundesligasaison 1997/98 belegte der Verein den 3. Platz und qualifizierte sich für den CEV Challenge-Cup 1998/99. In der Saison 1998/99 erfolgte ein Trainerwechsel: Mit Marco Angelini kam ein Trainer zum Verein, der in der höchsten italienischen Volleyballliga A1 tätig war. CEV Challenge-Cup 1998/99 trafen die Tirolerinnen auf den belgischen Vertreter Fortis Herental, Filathlitikos Thessaloniki aus Griechenland und ZOK Rijeka aus Kroatien. Mit drei Niederlagen verabschiedete sie sich im Qualifikationsturnier aus dem Bewerb. In der österreichischen Meisterschaft erreicht der Verein den 2. Platz, im Cup das Finale. In der Saison 1999/2000 mit Tiroler Sparkasse als Sponsor im CEV-Pokal platzierten sich die Tirolerinnen auf dem 7. Platz, in der Meisterschaft wurden sie Vizemeister, im Cup erreichten sie das Finale. Tiroler Wasserkraft wurde 2001/02 als neuer Sponsor präsentiert. Im CEV Top Team Cup 2000/01 belegte der Verein hinter KFUM Örebro aus Schweden den 2. Platz. 2001/02 im Top Team Cup an Jedinstvo Uzice (Odensee) in der 2. Qualifikationsrunde gescheitert, in der Meisterschaft Vierter. 2002/03 im CEV-Cup-Turnier in Izmir an den dortigen Verein mit einem 2. Platz die Hauptrunde verpasst, in der Meisterschaft belegten die Tirolerinnen den 5. Rang, im Cup Finalist. Im CEV Cup 2003/04 im Turnier in Innsbruck belegte der Verein hinter den Schweizer Concordia BTV Luzern und den Niederländern Sliedrecht Sport den 3. Rang, In der Meisterschaft den 4. Platz. Im CEV Cup 2004/05 im Qualifikationsturnier in Thessaloniki war der Verein chancenlos, in der Meisterschaft reichte es für den 4. Platz.
Anfang der Saison 2005/06 wurde mit Gernot Hupfauf ein neuer Trainer verpflichtet. Unter ihm entschied sich die Vereinsführung die Mannschaft keine Legionärinnen, sondern nur Tiroler Spielerinnen zu verpflichten. An dem CEV Cup nahm der Verein in dieser Saison nicht teil.
Im Mai 2025 gab der vorjährige österreichische Volleyball-Frauenmeister TI Tirol aus administrativen und finanziellen Gründen den Rückzug aus der 1. Bundesliga in die 2. Bundesliga bekannt.
Namenshistorie
- 2010/11: TI-bellutti volley
- 2011/12: TI-Murauer-volley
- 2012/13: TI-Teamgeist-volley
- 2013/14: TI-Meraner-volley
- 2014/15: TI-Teamgeist-volley
- 2015/16: TI-panoramabau-volley
- 2016/17: apgrossergott TI-volley
- 2017/18: TI Tantum Volley
- 2019/20: TI-esssecaffè-volley
- 2020/21: TI-abc-fliesen-volley
- 2021/22: TI-wellwasser-volley
- 2022/23: TI-ROWA-Moser-volley
- 2023/24: TI-Schuh-Staudinger-volley
- 2024/25: TI-axess-volley

## Erfolge
- Österreichischer Meister: 2024
- Österreichischer Vizemeister
- Österreichischer Cupfinalist
- Teilnahme an CEV-Europacup-Bewerben
- Tiroler Meister 1975[12]